# Cerro Agua de Perdiz
Cerro Agua de Perdiz (auch: Cerro del Inca) ist ein 5634 m hoher Gipfel in der Cordillera Occidental, der zur Berggruppe „Cerros del Inca“ gehört. Er liegt auf der Grenze zwischen Bolivien und Chile, jeweils dreizehn Kilometer nördlich des Inacaliri, westlich des Cerro Pastos Grandes, südöstlich des Cerro Araral und östlich des Cerro del Azufre.